# 馬特烏什·波尼特卡
馬特烏什·波尼特卡（波蘭語：Mateusz Ponitka，1993年8月29日—），波蘭籃球運動員。他現在效力於比利時聯賽球隊BC Oostende。他也代表波蘭國家男子籃球隊參賽。